# アメリカ村 (三沢市)
アメリカ村（アメリカむら）とは、青森県三沢市中央町一帯の米軍基地に隣接した商店街の開発計画である。
1980年代後半から市商工会青年部内で計画されてきたが、中心市街地活性化法によって漸く日の目をみることとなった。

## 概要
寂れて空き店舗が増えた「シャッター通り」となってしまったこの地域を、ニューオーリンズなどアメリカの街並みをイメージした建物から成る街並みに再生させる計画であり、2007年度中の開業を目指し、中央町商店会と大通り商店会に属する長さ約410m、面積約4.8haの再開発を行う。
本場アメリカのハンバーガーやピザの飲食店やパブ、地元の飲食店などの他、米国の飲食・衣料の大手チェーン店が進出予定で、70～80店舗から構成され、三沢に居ながらにしてアメリカの雰囲気を味わえるようにすることを目標として開発が進められている。
2008年秋を目処にオープンを目指していたが、工事の遅れにより、事業主体側から工事請負業者に契約解除を通知したことから開業見通しは立たなくなったが、2009年に部分開業している。原因としては、鋼材の高騰などによる調達が困難となったことや資金面の問題が重なったことなどが挙げられる。

## 主な施設
- スカイプラザミサワ（開業当初から2011年9月にかけての名称は「MGプラザ」）
- 中居酒店（スカイプラザミサワに隣接）
- スパハウスカワムラ（旧「川村旅館」）
- 喜久寿司
- 酒のたけや（ヤマザキショップ三沢中央店を併設）